# Comuna 23 August, Constanța
23 August (în trecut, Tatlageac/Tatlâgeac Mare și Domnița Elena, în turcă Büyük-Tatlıcak) este o comună în județul Constanța, Dobrogea, România, formată din satele 23 August (reședința), Dulcești și Moșneni.

## Așezare
Comuna se află în zona central-estică a județului, pe malul Mării Negre (deși niciunul din sate nu este chiar pe malul mării), și pe malul lacului Tatlageac. Este traversată de șoseaua națională DN39, care leagă Constanța de Mangalia și de Balcic. Prin estul comunei trece și calea ferată Constanța-Mangalia, pe care este deservită de halta Pescăruș.

## Demografie
Componența etnică a comunei 23 August
     Români (84,32%)
     Tătari (5,21%)
     Alte etnii (0,95%)
     Necunoscută (9,52%)
Componența confesională a comunei 23 August
     Ortodocși (83,06%)
     Musulmani (6,06%)
     Alte religii (0,93%)
     Necunoscută (9,95%)
Conform recensământului efectuat în 2021, populația comunei 23 August se ridică la 5.178 de locuitori, în scădere față de recensământul anterior din 2011, când fuseseră înregistrați 5.483 de locuitori. Majoritatea locuitorilor sunt români (84,32%), cu o minoritate de tătari (5,21%), iar pentru 9,52% nu se cunoaște apartenența etnică. Din punct de vedere confesional, majoritatea locuitorilor sunt ortodocși (83,06%), cu o minoritate de musulmani (6,06%), iar pentru 9,95% nu se cunoaște apartenența confesională.

## Politică și administrație
Comuna 23 August este administrată de un primar și un consiliu local compus din 15 consilieri. Primarul, Mugur-Viorel Mitrana[*], de la Partidul Național Liberal, este în funcție din 2000. Începând cu alegerile locale din 2024, consiliul local are următoarea componență pe partide politice:
|  | Partid                          | Consilieri | Componența Consiliului | Componența Consiliului | Componența Consiliului | Componența Consiliului | Componența Consiliului | Componența Consiliului | Componența Consiliului | Componența Consiliului | Componența Consiliului | Componența Consiliului | Componența Consiliului | Componența Consiliului |
|  | ------------------------------- | ---------- | ---------------------- | ---------------------- | ---------------------- | ---------------------- | ---------------------- | ---------------------- | ---------------------- | ---------------------- | ---------------------- | ---------------------- | ---------------------- | ---------------------- |
|  | Partidul Național Liberal       | 12         |                        |                        |                        |                        |                        |                        |                        |                        |                        |                        |                        |                        |
|  | Partidul Social Democrat        | 2          |                        |                        |                        |                        |                        |                        |                        |                        |                        |                        |                        |                        |
|  | Alianța pentru Unirea Românilor | 1          |                        |                        |                        |                        |                        |                        |                        |                        |                        |                        |                        |                        |

## Istorie
La sfârșitul secolului al XIX-lea, comuna purta numele de Tatlageac sau Tatlâgeac, făcea parte din plasa Mangalia a județului Constanța și era formată din satele Tatlageac-Buiuc și Tatlageac-Cuciuc, cu 568 de locuitori. În comună existau patru geamii (câte două în fiecare sat). Anuarul Socec din 1925 consemnează comuna în aceeași plasă, având 870 de locuitori în satele Mungeapunar de Tatlageac, Tatlageacu Mare, Tatlageacu Mic și Pervalia. În 1931, comuna a căpătat alcătuirea actuală, după ce satul Tatlageacu Mare a luat denumirea de Domnița Elena, satul Tatlageacu Mic a fost rebotezat Dulcești, iar satul Pervelia — Moșneni; comuna însăși a primit numele de Domnița Elena.
După al Doilea Război Mondial, regimul comunist a decis schimbarea numelui comunei și satului de reședință în 23 August. Comuna a trecut la raionul Constanța din regiunea Constanța, apoi după 1960 a trecut în subordinea orașului regional cu statut de regiune Constanța. În 1968, orașul Constanța a devenit municipiu reședință de județ, iar comuna 23 August a devenit comună suburbană a acestuia.

## Monumente istorice
Patru obiective din comuna 23 August sunt incluse în lista monumentelor istorice din județul Constanța ca monumente de interes local, toate fiind clasificate ca situri arheologice. Trei dintre ele se află în jurul satului de reședință: o așezare din epoca greco-romană (secolele al III-lea î.e.n.–al IV-lea e.n.) de pe o mică peninsulă de pe malul de sud-vest al lacului Tatlageac; o așezare romană (secolele al II-lea–al IV-lea e.n.) aflată între lacul Tatlageac și mare; și situl din capătul vestic al lacului Tatlageac, cu vestigii ale unor așezări din epoca romană și din Epoca Medievală timpurie, aparținând culturii Dridu (secolele al VIII-lea–al X-lea). Al patrulea obiectiv este villa rustica aflată la 1 km sud-vest de fostul IAS din satul Moșneni.

## Personalități născute aici
- Sîdîk Ibrahim H. Mîrzî (1909 - 1959), lider spiritual al tătarilor din Dobrogea;
- Ștefan Orza (n. 2001), kickboxer.